# Era retuszera
Era retuszera – pierwszy singel z czwartej płyty Katarzyny Nosowskiej UniSexBlues.
Autorzy: Katarzyna Nosowska i Marcin Macuk.

## Notowania
- Lista Przebojów Programu 3: najwyżej na trzecim miejscu[1]
- Polska Lista Singli – dziewiąte miejsce